# Historia del idioma italiano

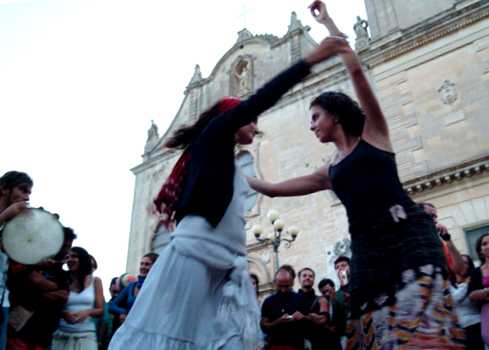
Pizzica, danza italiana relacionada con el ritual del tarantismo, en la Italia meridional.

La historia del idioma italiano es la descripción diacrónica de las transformaciones que el idioma italiano ha sufrido a lo largo del tiempo.

## La herencia latina mundial

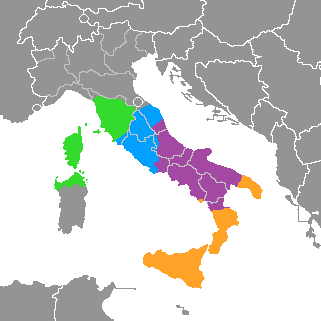
Los cuatro principales macro-grupos de las lenguas italorromances: el grupo mediano-occidental (en verde, conocido también como toscano), el grupo mediano-oriental (en azul, llamado también romanesco), el grupo meridional-intermedio (en violeta, conocido como napolitano) y el grupo meridional-extremo (en naranja, llamado también siciliano).

El italiano estándar moderno es una lengua romance del grupo italorromance.
Hacia la mitad del II milenio a. C., poblaciones indoeuropeas, se establecieron en la península itálica, dando lugar a las lenguas itálicas antiguas y a los pueblos del mismo nombre: los itálicos. La lengua de una de estas poblaciones itálicas asentada en la región del Latium, los latinos, evolucionó hasta convertirse en el latín, idioma autóctono de la parte centro-occidental de la península itálica.
A partir del siglo V a. C., a través el expansionismo por la península itálica de la que era una aldea del pueblo itálico de los latinos: Roma, el idioma latín hablado por los romanos se impuso sobre las otras lenguas de las demás poblaciones itálicas. El conjunto de las demás lenguas pertenecientes al grupo itálico (así como se pudo ver de manera más clara sobre todo tras los estudios realizados por el profesor Mario Alinei en el siglo XX), con la excepción de otros idiomas hablados en la Italia antigua por los etruscos, los ligures, los celtas, y los italiotas de la Magna Grecia, fueron lenguas no muy diferente del latín, pertenecientes a dos macro-grupos lingüísticos: el grupo  latino-falisco y el grupo osco-umbro, ambos parte de una única familia: la de las lenguas itálicas antiguas. 
El idioma etrusco, que en un principio había sido particularmente influyente en el desarrollo del latín, también desapareció del uso escrito en siglo II a. C. y, al final de la época clásica, se había perdido definitivamente. Un final similar lo tuvieron el antiguo idioma ligur y los idiomas hablados por los celtas (como el de los ínsubres y el de los lepónticos, entre otros) del norte de Italia. Un destino diferente tuvo el idioma griego antiguo hablado por los italiotas en las polis de la Magna Grecia (Italia meridional), el cual sobrevivió de manera conjunta al latín, debido al prestigio que mantuvo durante todo el curso del Imperio romano. Algunos rastros lingüísticos del griego antiguo hablado en el sur de Italia, durante la época de la Magna Grecia, sobreviven aún hoy en día entre las comunidas helenofonas (lingüísticamente fortalecidas también durante la época bizantina) presentes en las regiones de Apulia y  Calabria  y conocidas como grikos. La guerra Social (90 a. C.), entre los romanos junto a los demás itálicos provistos de ciudadanía romana contra sus otros aliados itálicos, los socii, hizo que la plena ciudadanía romana fuera otorgada a todos los itálicos a través de la Lex Plautia Papiria, marcando así el declive definitivo de las demás lenguas antiguas de Italia (como las lenguas osca, umbra y etrusca, entre otras), favoreciendo definitivamente el latín.
El latín hablado diariamente por el pueblo no correspondía al latín clásico, modelo literario codificado por algunos autores entre los siglos I a. C. y el I d. C. y objeto de estudio en la época moderna. El considerado latín vulgar se presentaba de formas diversas, con fuertes variaciones diatópicas (entre un sitio y otro): de este latín surgieron las diversas lenguas románicas. El latín vulgar era, como idioma hablado, más sensible a los cambios de lo que era el latín de la tradición literaria. Sin embargo, mantuvo muchos rasgos que habían acompañado a la lengua latina desde su  periodo arcaico. Por ejemplo, la caída de la -m final (el fenómeno que ha conducido del acusativo fontem al italiano fonte) se registra ya en inscripciones arcaicas y, por lo tanto, acabó por afirmarse en el Bajo Imperio: además, en poesía la -m final seguida de una palabra que empieza con a- no se pronunciaba. En lo que respecta a las variaciones diastráticas, ya las fuentes clásicas dan cuenta de las de la época: se habla de sermo plebeius, militaris, rusticus, provincialis.
En cuanto a las líneas generales del cambio, se dan la pérdida de las marcas de caso morfológico y la aparición de artículos. Por lo que respecta a los últimos, el numeral latino ūnus, por ejemplo, que significaba también alguno, un tal, se convierte en artículo indeterminado (unus indeterminativo es usado también por Ovidio en las Metamorfosis); algunos pronombres demostrativos se convirtieron en artículos determinados y nuevos demostrativos se formaron uniendo los antiguos ille e iste con eccu(m). También caerán las consonantes finales de las palabras (por ejemplo: amat dio lugar a ama).
En términos más generales, solo una parte del vocabulario latino nos ha venido directamente (se habla en estos casos de palabras "di trafila popolare" o "hereditarias"), mientras que la mayor parte se llevó a cabo para su aprobación "culta", escrita, libresca, (lo que explica por qué en muchos casos ciertos desarrollos morfológica o semánticos constantes en palabras heredadas no aparecen en la "trafila dotta"): este patrimonio se compone de las palabras que se identifican como "cultismos" o "latinismos".

### Cambios fonéticos del latín al italiano: vocalismo
El latín tenía diez vocales: las mismas cinco vocales del alfabeto latino moderno podían ser articuladas breves o largas y la cantidad vocálica era distintiva. Así, por ejemplo, vĕnit (con la e breve) quería decir "viene", mientras que vēnit (con la e larga) quería decir venne. Del mismo modo sŏlum quería decir "suelo", mientras sōlum quería decir "solo". Este sistema de largo caminar fue menor y en el vocalismo latino acabó por se determinante no la cantidad sino el timbre (o calidad), es decir, si la vocal era cerrada o abierta. El sistema más difundido en la Romania estaba constituido por siete vocales: i, é, è, a, ò, ó, u, donde  è representa la e abierta , é la e cerrada.

#### Vocales tónicas: diptongaciones
En florentino è y ò tónicas en sílaba abierta (es decir, que termina con una vocal) diptongarán de acuerdo con el siguiente esquema:
è → iè
ò → uò
Como se ha mencionado, el fenómeno se produce solo en el caso de la sílaba abierta y no en el caso de sílaba cerrada (es decir, la terminada en consonante). Así:
fŏ-cus → fuoco
cŏr-pus → corpo

#### Vocales átonas: reducciones
De las diez vocales átonas (pretónicas o postónicas, es decir, respectivamente, colocadas antes o después de la sílaba acentuada) del latín, se pasará a cinco.

#### Anafonesis
Particularmente toscano es el fenómeno de la anafonesis, es decir, el cierre de las vocales  é y  ó, según este esquema:
é → i
ó → u
La anafonesis aparece en condiciones particulares:
- é debe ser seguida
  - de lateral palatal (la [ʎ] de figli), del precedente nexo latino -lj-, por el cual famĭlia → faméglia → famiglia
  - de nasal palatal (la [ɲ] de bagno), del precedente nexo latino -nj-, por el cual gramĭnea → gramégna → gramigna[15]
  - del nexo -ng-, por el cual lĭngua → léngua → lingua
  - del nexo -nk-, por el cual vĭnco → vénco → vinco
- ó debe ser seguida
  - del grupo consonántico ng, por el cual fŭngus → fóngo → fungo

#### Evolución de los diptongos latinos
En cuanto a los diptongos del latín clásico (ae, oe, au), una tendencia típica del latín hablado (que se refleja en las lenguas romances) es la de la monoptongación:
ae → e abierta
Dependiendo de si la sílaba es abierta o cerrada, se reproduce como se describe por la anafonesis. Así, por ejemplo:
- maestus → mesto
- laetus → lieto

- oe (notablemente más infrecuente) → e

- poena → pena

- au → o

Si ya en cualquier caso se constata el monoptongamiento en latín clásico (cauda → coda, con o cerrada), el fenómeno se generaliza en la Alta Edad Media (se pasa da o abierta):
- paucu(m) → poco
- causa(m) → cosa
- auru(m) → oro

#### Epéntesis
En la evolución del latín al italiano se registra en algún caso la epéntesis, es decir, la formación de una vocal o de una consonante intrusa en la palabra. Así, por ejemplo:
baptĭsmus → battesimo
vĭdua → vedova

#### Síncopa
Más significativo es en este contexto el fenómeno de la síncopa lingüística, es decir, la caída de una vocal dentro de una palabra. Esto ocurre particularmente en el caso de vocales intertónicas (puesto, es decir, tras la sílaba con acento secundario y la sílaba tónica), mientras es más raro en caso de vocales postónicas. Se registran también casos de aféresis (illei → lei, dove illei es una palabra reconstruida: es decir, sin atestiguar en las fuentes, sino hipotéticamente retrospectiva) y de apócope (bonĭtatem → bontade → bontà).

### Evolución fonológica del latino al italiano: el consonantismo
Por lo que respecta a las consonantes, se produce la caída de las consonantes finales (siendo -m un cambio precoz) y, en algunos casos, la sonorización de las consonantes sordas intervocálicas p, t y k, según el siguiente esquema:
p > b (y, posteriormente, v, por fricativización)
t > d
k > g
La sonorización se da también en la s intervocálica (sibilante fricativa alveolar sorda), aunque la ortografía no muestra el cambio (de hecho, la s de rosa es sonora, y la s de casa es sorda). Estos fenómenos de sonorización no son sistemáticos en italiano, algunos ejemplos son:
scutum → scudo
lacus → lago
aunque en muchos casos no se dan:
- amicus → amico (compárese en español, amigo)
- petra → pietra (compárese en español, piedra)
- apĕrtus → aperto (compárese en español, abierto)

#### Evolución de los nexos consonánticos
La evolución en los nexos consonánticos del latín al italiano registra alteraciones de varios géneros:
- asimilación regresiva:[22]
  - lactem → latte
  - septem → sette
  - advenire → avvenire
- disimilación (una de las ocurrencias de un mismo sonido, repetido en palabra a breve distancia, es sostenida por otro sonido, para evitar la cacofonía:
  - venenum → veleno
- los nexos consonánticos + l pasan a consonante + yod:
  - plus → più
  - clamat → chiama
- los nexos consonánticos + l, si se encuentran entre dos vocales, registran un doblamiento de la consonante:
  - nebula → nebla[23] → nebbia
  - vetulus → vetlus[23] → veclus[23] → vecchio

### Evolución morfológica del latino al italiano
Si se compara el latín clásico y el vulgar, se ve que las dos lenguas pertenecen a tipos lingüísticos diferentes. El cambio, se puede decir, ha sido radical y se sustenta en los tres puntos siguientes:
1. pérdida del sistema de casos, con sus declinaciones
2. pérdida del neutro
3. reconstrucción del sistema verbal

#### Simplificación del sistema de las declinaciones
La cuarta y la quinta declinaciones del latín clásico son las más "débiles" y desaparecieron casi por completo:
- Las palabras de la quinta confluyeron en la primera (facies → faccia, rabies → rabbia)
- Las palabras femeninas de la cuarta confluyeron en la primera (nurus → nora[23] → nuora, socerus → socera → suocera; manus a su vez ha mantenido el género femenino y la terminación en -o)

La pérdida de las consonantes finales (en particular -m). hizo que se perdiese el sistema de casos y desinencias.
Una consecuencia muy importante de esta evolución concierne la sintaxis: mientras que en el latín clásico los casos permitieron una gran (aunque no absoluta) libertad en el orden de las palabras, la sintaxis se envara en las lenguas romances. Così ad esempio:
- Petrus Paulam amat (forma no marcada sujeto - objeto - predicado)
- Petrus amat Paulam
- Amat Paulam Petrus

Todas estas formas latinas corresponden a la italiana Pietro ama Paola: en italiano no es posible distinguir el sujeto del objeto salvo por la posición en la frase. Paola ama Pietro tendría un significado inverso.
En cuanto a las formas, el acusativo sobrevive en algunas palabras, tal vez como vestigios. Por ejemplo, leo «león» tiene leonem en el acusativo singular: con la caída de la -m se llega a la forma italiana moderna.

#### Pérdida del género neutro
Los géneros gramaticales se reducen a dos: el masculino y el femenino. Sin embargo se encuentran algunas formas residuales de neutro en algunos plurales femeninos:
ossa → ossa
brachia → braccia
De estos plurales en -a hay formas alternativas de plural regularizado en -i con significado diferente: mientras que ossa se refiere en italiano a un grupo de objetos orgánicos (le ossa del corpo umano 'los huesos de cuerpo humano'), en cambio ossi se refiere a una pluralidad de objetos análogos per considerados individualmente (c'erano degli ossi di pollo sparsi sul piatto 'había huesos de pollo esparcidos en el plato'). Y similiarmente para braccia: le braccia di una donna 'los brazos de una mujer' y i bracci di una croce 'los brazos de una cruz'.
En algunos casos, el plural neutro in -a se ha tomado como género femenino, y ha dado lugar a formas como las siguientes:
- vela (plurale di velum) → la propulsione a vela
- folia (plurale di folium) → la foglia

#### Reestructuración de la conjugación de los verbos
Otra tendencia importante en la evolución de la transformación del latín clásico en latín vulgar afecta a la conjugación de los verbos
- La segunda y la tercera conjugación pasan a ser improductivas.[27]
- Formas sintéticas de la pasiva (como amor, "soy amado") son sustituidas por las formas analíticas (amatus sum o sum amatus).
- Los verbos deponentes desaparecen.
- La forma sintética del futuro (amabo, "amerò") es sustituida por la perífrasis formada por el infinitivo y por una forma breve de habeo ("ho"): por amare + o[23] se forma amerò.
- Surge el condicional, modo que en latín no existía. Se origina por la combinación de un infinitivo y de un perfecto de habeo: por amare + hebuit[23] si forma amerebbe (el italiano antiguo poseía una forma alternativa de condicional, formado por el infinitivo y por el imperfecto de habeo: cantare + habebat → cantaria, canteria.

### Evolución léxica del latín al italiano
El léxico de las lenguas romances depende en su mayor parte del léxico del latín clásico. Se habla de "trafila popolare" cuando un término está presente en el latín clásico y acaba en la lengua romance sin una solución de continuidad. Se habla a su vez de "trafila dotta" cuando un término latino ha sido recuperado y revivido en el uso por el interés de un literato.

## La lengua hablada hasta el año 1000
Al final de la edad clásica seguramente el latín hablado tenía ciertamente un papel importante en la península italiana. Esta lengua fue hablada inicialmente por los habitantes de Roma y del Lacio, además de las áreas pobladas directamente por los romanos. La forma exacta de esta lengua y su proximidad con el latín escrito, sin embargo, no son fáciles de determinar. Entre los estudiosos recientes, József Herman sugiere que, durante el siglo VI, todos los habitantes del área europea dominada por Roma, y más aún los italianos, hablaban (o "se cree que hablaban") latín. Los documentos, sin embargo, no aportan testimonios explícitos.
En este contexto se insertan las invasiones bárbaras, con la ubicación de diversos pueblos germanos en la península itálica. Más allá de la entrada en la lengua italiana de unos pocos centenares de palabras germánicas, sin embargo, la presencia de los bárbaros no parece haber dejado huellas lingüísticas directas; sus lenguas desaparecieron alrededor del año 1000, dejando pocos testimonios escritos (del idioma de los longobardos, que gobernaron durante dos siglos una buena parte de la Italia septentrional y meridional, no ha quedado ni una sola frase como testimonio escrito, tan solo quedan algunas palabras en longobardo en obras escritas en latín).
Hasta poco antes del año 1000, no se compusieron documentos en los que se registrase la lengua hablada, y que, a ojos de quien los escribiera, pareciera algo diferente del latín. Los primeros documentos de ese tipo seguramente se remontan al siglo X; son más tardíos, pues, que los escritos en vulgares de otras continuidades lingüísticas romances, como la iberorromance y la galorromance, debido sobre todo a la todavía demasiado fuerte influencia que el latín escrito aún ejercía en Italia y, por ende, en la utilización, de manera escrita, de alguna forma vulgar italorromance.
En este periodo, con toda probabilidad, la mayoría de los pueblos itálicos hablaba un "vulgar" propio, diatópicamente distinto y muy diferente del latín clásico. El latín se mantenía sin embargo en el uso escrito de una minoría instruida, compuesta en su mayor parte por sacerdotes y monjes de la Iglesia Católica, que tal vez lo utilizasen a menudo como lengua de conversación.

### Primeros testimonios de la escritura en lengua vernácula italiana
La elección sistemática de la lengua vulgar para la escritura artística no se dio en Italia hasta aproximadamente el siglo XII. En otros géneros de escritura, como los de naturaleza práctica u ocasional, hay casos más antiguos.

#### La inscripción de la catacumba de Comodilla
Ente los siglos VI y VII y la mitad del siglo IX está datada la inscripción de la catacumba de Comodilla: se trata de un texto de naturaleza efímera, quizás escrito por un sacerdote que oficiaba en la catacumba. Recita:

Non dicere ille secrita a bboce

Una traducción podría ser "No digas estos secretos (oraciones secretas) en voz alta".

#### La adivinanza veronesa
Del siglo VII al IX es el indovinello veronés:

se pareba boves alba pratalia araba & albo versorio teneba & negro semen seminaba